# Karine Ricard
Karine Ricard est une comédienne franco-ontarienne qui interprète Anna-Luna dans la télésérie jeunesse Moitié moitié diffusée sur TFO.

## Biographie
Karine s'est formée au théâtre à St-Hyacinthe. Ensuite, elle a perfectionné son art en suivant plusieurs ateliers.

## Filmographie
Télévision
- 2007 : Bob Gratton : ma vie, my life
- 2006 : La Vie secrète des gens heureux
- 2008 : Moitié moitié : Anna-Luna
- 2008 : Météo+ : Linda Guay
- 2008 : Da Kink in My Hair
- 2022 : Paris Paris : Dre Daisy
- 2023 : Ainsi va Manu : Michèle

## Théâtre
- Andromaque : Cléone
- Adieu beauté : Hélène
- Le Misanthrope de Molière : Célimène